# Partito Regionalista di Cantabria
Il Partito Regionalista di Cantabria (in spagnolo: Partido Regionalista de Cantabria - PRC) è un partito politico spagnolo di carattere regionalista attivo nella comunità autonoma della Cantabria.
È stato fondato alla fine del 1978, come evoluzione dell'Associazione per la difesa degli interessi della Cantabria (ADIC), con l'obiettivo di promuovere l'autonomia della provincia di Santander (denominazione con la quale veniva allora designata la Cantabria) e di  impedirne l'inglobamento nella Castiglia e León.
Ha fatto parte dei governi di coalizione in Cantabria tra il 1995 e il 2011. Fino al 2003 lo ha fatto con il PP. Da quell'anno, detiene la presidenza della comunità, in coalizione con il PSOE. La sua attuale presenza istituzionale è composta da 14 deputati nel parlamento della Cantabria e da oltre 300 consiglieri. Inoltre, fa parte della maggioranza in 82 dei 102 comuni con cui è composta la comunità autonoma, di cui 30 hanno un sindaco regionalista. Reinosa è il comune più popoloso in cui detiene l'ufficio del sindaco. Nel 2012 è la seconda forza politica nel parlamento autonomo e la terza per voto alle elezioni generali e municipali (seconda per sindaci e consiglieri).
Il segretario generale del partito è, dal 1988, Miguel Ángel Revilla, candidato del partito alla presidenza della Cantabria in tutte le elezioni regionali dopo la promulgazione dello statuto di autonomia. Nel 2011 contava circa 8000 militanti. L'organizzazione giovanile del partito è la Gioventù Regionalista di Cantabria.

## Segretari generali
Il segretario generale è il leader del Partito Regionalista di Cantabria. Dalla sua fondazione hanno ricoperto la carica: 
- Eduardo Obregón (1982–1988)
- Miguel Ángel Revilla (dal 1988)